# Diario Extra (Ecuador)
El Diario Extra es un periódico ecuatoriano, fundado el 21 de octubre de 1974, en Guayaquil, por Galo Martínez Merchán, exministro de Gobierno del expresidente José María Velasco Ibarra, y Nicolás Ulloa Figueroa. Es el diario más vendido a nivel nacional. La casa editorial del mismo es Gráficos Nacionales, S.A. (GRANASA).
Este diario de circulación masiva se caracteriza por su sensacionalismo, y por las imágenes sin censura que presenta sobre crónica roja, accidentes, asesinatos, suicidios, crímenes, castigos, homicidios, impunidades y criminales, en sus inicios incluía fotografías de alto contenido erótico que muchas veces han sido cuestionadas por la sociedad en general, en la actualidad este tipo de contenidos es más controlado. Además, esta publicación está orientada a sectores populares por su relativo bajo costo. 
El Editor General de EXTRA, Henry Holguín, falleció la mañana del 7 de diciembre de 2012. En su reemplazo nombraron al ecuatoriano Juan Manuel Yépez (2012-2018). Entre 2018 y 2020 asume como Editor General el periodista colombiano Héctor Sarasti. Desde 2020 hasta la actualidad, el periodista ecuatoriano Peter Aguirre es el responsable de la redacción.